# Xingyuan (köpinghuvudort i Kina, Heilongjiang Sheng, lat 44,59, long 130,33)
Xingyuan (kinesiska: 兴源, 兴源镇) är en köpinghuvudort i Kina. Den ligger i provinsen Heilongjiang, i den nordöstra delen av landet, omkring 320 kilometer sydost om provinshuvudstaden Harbin. Antalet invånare är 20 300. Befolkningen består av 9 923 kvinnor och 10 377 män. Barn under 15 år utgör 14,0 %, vuxna 15-64 år 75 %, och äldre över 65 år 9,0 %.
Runt Xingyuan är det ganska glesbefolkat, med 43 invånare per kvadratkilometer. Närmaste större samhälle är Muleng, 10,0 km sydväst om Xingyuan. Trakten runt Xingyuan består till största delen av jordbruksmark.
Genomsnittlig årsnederbörd är 971 millimeter. Den regnigaste månaden är juli, med i genomsnitt 183 mm nederbörd, och den torraste är januari, med 7 mm nederbörd.